# Colubrinae
Colubrinae zijn een groep van slangen. Het is een onderfamilie van de familie toornslangachtigen (Colubridae).

## Naam en indeling
De wetenschappelijke naam van de groep werd voor het eerst voorgesteld door Nicolaus Michael Oppel in 1811.
De onderfamilie Colubrinae is van alle groepen het bekendst en wordt vertegenwoordigd door ongeveer 725 verschillende soorten. Het is hiermee een van de grootste groepen van gewervelde dieren. Andere onderfamilies van de toornslangachtigen zijn beduidend kleiner of zelfs monotypisch, dit betekent dat ze slechts door een enkel geslacht worden vertegenwoordigd. 
Bekende Europese soorten zijn onder andere de gladde slang (Coronella austriaca) en de luipaardslang (Elaphe situla).

## Verspreiding en habitat
De Colubrinae zijn een zeer variabele groep, sommige soorten leven uitsluitend in bomen en andere zijn echte waterbewoners. De leden van de Colubridae komen wereldwijd voor. Alle soorten leven van middelgrote prooien zoals knaagdieren, vogels en amfibieën. De meeste soorten zijn onschuldig voor de mens, maar enkele soorten zijn zeer giftig.

## Indeling in geslachten
Onderstaand is een tabel van alle geslachten weergegeven, met de auteur en het verspreidingsgebied. Zie voor een lijst van alle soorten de lijst van Colubrinae. De groep is vanwege het grote aantal soorten sterk onderhevig aan verandering van het aantal soorten en geslachten.
| Naam                                         | Aantal soorten | Auteur                                                                   | Verspreidingsgebied |
| -------------------------------------------- | -------------- | ------------------------------------------------------------------------ | --- |
| Aeluroglena                                  | 1              | Boulenger, 1898                                                          | Afrika; Ethiopië en Somalië |
| Aprosdoketophis                              | 1              | Wallach, Lanza & Nistri, 2010                                            | Afrika; Somalië |
| Archelaphe                                   | 1              | Stanley, 1917                                                            | Azië; China, India, Myanmar en Vietnam |
| Argyrogena                                   | 2              | Werner, 1924                                                             | Azië; Bangladesh, India, Nepal, Pakistan en Sri Lanka |
| Arizona                                      | 1              | Kennicott, 1859                                                          | Noord-Amerika; Verenigde Staten en Mexico |
| Bamanophis                                   | 1              | Lataste, 1888                                                            | Afrika; Mali, Burkina Faso, Ghana, Togo, Benin, Senegal, Guinee en Mauritanië |
| Bogertophis                                  | 2              | Dowling & Price, 1988                                                    | Noord-Amerika; Mexico en de Verenigde Staten |
| Nachtboomslangen (Boiga)                     | 35             | Fitzinger1826                                                            | Azië en Australië; Afghanistan, Australië, Bangladesh, Bhutan, Brunei, Cambodja, China, Filipijnen, India, Indonesië, Iran, Laos, Maleisië, Myanmar, Nepal, Nieuw-Guinea, Oezbekistan, Pakistan, Palau, Singapore, Sri Lanka, Tadzjikistan, Thailand, Turkmenistan en Vietnam |
| Cemophora                                    | 2              | Cope, 1860                                                               | Noord-Amerika; Verenigde Staten |
| Chapinophis                                  | 1              | Campbell & Smith, 1998                                                   | Midden-Amerika; Guatemala |
| Chironius                                    | 22             | Fitzinger, 1826                                                          | Midden- en Zuid-Amerika; Argentinië, Bolivia, Brazilië, Colombia, Costa Rica, Ecuador, El Salvador, Ecuador, Frans-Guyana, Guyana, Honduras, Nicaragua, Panama, Paraguay, Peru, Saint Vincent en de Grenadines, Suriname, Trinidad en Venezuela |
| Coelognathus                                 | 7              | Fitzinger, 1843                                                          | Azië; Bangladesh, Brunei, Bhutan, Cambodja, China, Filipijnen, India, Indonesië, Laos, Maleisië, Myanmar, Nepal, Pakistan, Singapore, Sri Lanka, Thailand en Vietnam |
| Toornslangen (Coluber)                       | 1              | Linnaeus, 1758                                                           | Noord- en Midden-Amerika: Canada, de Verenigde Staten, Mexico, Belize en Guatemala |
| Colubroelaps                                 | 1              | Orlov, Kharin, Ananjeva, Thien Tao & Quang Truong, 2009                  | Azië; Vietnam |
| Conopsis                                     | 6              | Günther, 1858                                                            | Noord-Amerika; Mexico |
| Gladde slangen (Coronella)                   | 3              | Laurenti, 1768                                                           | Europa; Albanië, Algerije, Armenië, Azerbeidzjan, Belarus, België, Bosnië en Herzegovina, Bulgarije, Duitsland, Engeland, Estland, Finland, Frankrijk, Georgië, Gibraltar, Griekenland, Hongarije, India, Iran, Italië, Kazachstan, Kroatië, Letland, Litouwen, Luxemburg, Macedonië, Marokko, Moldavië, Montenegro, Nederland, Noorwegen, Oekraïne, Oostenrijk, Polen, Portugal, Roemenië, Rusland, Servië, Slovenië, Spanje, Tsjechië, Tunesië, Turkije (inclusief Anatolië), Zweden en Zwitserland        |
| Crotaphopeltis                               | 6              | Fitzinger, 1843                                                          | Afrika; Angola, Benin, Botswana, Burkina Faso, Burundi, Centraal-Afrikaanse Republiek, Congo-Brazzaville, Congo-Kinshasa, Ethiopië, Eritrea, Gabon, Gambia, Ghana, Guinee, Ivoorkust, Kameroen, Kenia, Liberia, Malawi, Mali, Mozambique, Namibië, Nigeria, Oeganda, Rwanda, Senegal, Sierra Leone, Soedan, Somalië, Swaziland, Tanzania, Togo, Tsjaad, Zambia, Zimbabwe en Zuid-Afrika |
| Eieretende slangen (Dasypeltis)              | 16             | Linnaeus, 1758                                                           | Afrika; Angola, Benin, Botswana, Burkina Faso, Burundi, Centraal-Afrikaanse Republiek, Congo-Brazzaville, Congo-Kinshasa, Djibouti, Equatoriaal-Guinea, Eritrea, Ethiopië, Gambia, Ghana, Guinee, Guinee-Bissau, Gabon, Ivoorkust, Jemen, Kameroen, Kenia, Lesotho, Liberia, Malawi, Mali, Marokko, Mauritanië, Mozambique, Namibië, Nigeria, Oeganda, Rwanda, Saoedi-Arabië, Senegal, Sierra Leone, Soedan, Somalië, Swaziland, Tanzania, Togo, Tsjaad, Westelijke Sahara, Zambia, Zimbabwe, en Zuid-Afrika |
| Dendrophidion                                | 15             | Fitzinger, 1843                                                          | Midden- en Zuid-Amerika; Belize, Bolivia, Brazilië, Colombia, Costa Rica, Ecuador, Frans-Guyana, Guatemala, Honduras, Mexico, Nicaragua, Peru en Venezuela |
| Dipsadoboa                                   | 12             | Peters, 1869                                                             | Afrika; Angola, Benin, Burundi, Centraal-Afrikaanse Republiek, Congo-Brazzaville, Congo-Kinshasa, Equatoriaal-Guinea, Gabon, Ghana, Guinee, Ivoorkust, Kameroen, Liberia, Malawi, Mozambique, Nigeria, Oeganda, Rwanda, Sierra Leone, Soedan, Somalië, Swaziland, Tanzania, Togo, Zimbabwe en Zuid-Afrika |
| Dispholidus                                  | 1              | Smith1829                                                                | Afrika; Namibië, Botswana, Zimbabwe, Zuid-Afrika, Swaziland, Mozambique, Nigeria, Kameroen, Centraal-Afrikaanse Republiek, Congo-Kinshasa, Oeganda, Burundi, Rwanda, Malawi, Kenia, Tanzania, Congo-Brazzaville, Angola, Zambia, Senegal, Eritrea, Ethiopië, Somalië, Mali, Ivoorkust, Gambia, Benin, Togo, Sierra Leone, Guinee, Liberia, Ghana en Burkina Faso |
| Dolichophis                                  | 4              | Gistel, 1868                                                             | Europa, Azië en het Midden-Oosten; Albanië, Armenië, Azerbeidzjan, Bulgarije, Cyprus, Georgië, Griekenland, Hongarije, Irak, Iran, Israël, Jordanië, Kazachstan, Koeweit, Kroatië, Libanon, Macedonië, Moldavië, Oekraïne, Roemenië, Rusland, Syrië en Turkije |
| Drymarchon                                   | 5              | Fitzinger, 1843                                                          | Noord-, Midden- en Zuid-Amerika; Argentinië, Belize, Bolivia, Brazilië, Colombia, Costa Rica, Ecuador, Frans-Guyana, Guatemala, Guyana, Honduras, Mexico, Nicaragua, Panama, Paraguay, Peru, Venezuela en de Verenigde Staten, mogelijk in El Salvador |
| Renslangen (Drymobius)                       | 5              | Fitzinger, 1843                                                          | Noord-, Midden- en Zuid-Amerika en leven in de landen Belize, Bolivia, Brazilië, Colombia, Costa Rica, El Salvador, Ecuador, Frans-Guyana, Guatemala, Honduras, Mexico, Nicaragua, Panama, Peru, Venezuela en de Verenigde Staten |
| Drymoluber                                   | 3              | Amaral, 1929                                                             | Zuid-Amerika; Peru, Brazilië, Paraguay, Bolivia, Colombia, Ecuador, Frans-Guyana, Guyana, Suriname en Venezuela |
| Dwergslangen (Eirenis)                       | 21             | Jan, 1863                                                                | Azië, oostelijk Europa en het Midden-Oosten; Armenië, Azerbeidzjan, Bulgarije, Djibouti, Eritrea, Ethiopië, Georgië, Irak, Iran, Israël, Jordanië, Libanon, Rusland, Soedan, Syrië, Turkmenistan en Turkije |
| Klimslangen (Elaphe)                         | 16             | Fitzinger in Wagler, 1833                                                | Europa, Azië en het Midden-Oosten; Afghanistan, Albanië, Armenië, Azerbeidzjan, Bhutan, Bulgarije, Cambodja, China, Georgië, Griekenland, Herzegovina, India, Indonesië, Irak, Iran, Israël, Italië, Japan, Kazachstan, Kirgizië, Korea, Kroatië, Laos, Libanon, Macedonië, Maleisië, Moldavië, Mongolië, Montenegro, Myanmar, Nepal, Oekraïne, Oezbekistan, Roemenië, Rusland, Servië, Slovenië, Syrië, Tadzjikistan, Taiwan, Thailand, Turkmenistan, Turkije en Vietnam                                    |
| Euprepiophis                                 | 3              | Fitzinger, 1843                                                          | Azië; China, India, Japan, Laos, Rusland, Myanmar, Taiwan en Vietnam |
| Ficimia                                      | 7              | Gray, 1849                                                               | Noord- en Midden-Amerika; Mexico, Honduras, Belize, Guatemala en de Verenigde Staten |
| Geagras                                      | 1              | Cope, 1876                                                               | Noord-Amerika; Mexico |
| Gonyosoma                                    | 6              | Wagler, 1828                                                             | Azië; Cambodja, China, Filipijnen, India, Indonesië, Laos, Maleisië, Myanmar, Singapore, Thailand en Vietnam |
| Gyalopion                                    | 2              | Cope, 1860                                                               | Noord-Amerika; Verenigde Staten en Mexico |
| Hapsidophrys                                 | 3              | Fischer, 1856                                                            | Afrika; Oeganda, Gambia, Tanzania, Sao Tomé en Principe, Tanzania, Kenia, Rwanda, Burundi, Congo-Kinshasa, Congo-Brazzaville, Gabon, Equatoriaal-Guinea, Kameroen, Nigeria, Togo, Ghana, Ivoorkust, Liberia, Sierra Leone, Guinee, Guinee-Bissau, Centraal-Afrikaanse Republiek, Soedan en mogelijk in Benin |
| Hemerophis                                   | 1              | Günther, 1881                                                            | Midden-Oosten; Jemen |
| Hemorrhois                                   | 4              | Boie, 1826                                                               | Europa, noordelijk Afrika en van het Arabisch Schiereiland tot delen van Azië; Rusland, Kazachstan, Armenië, Georgië, Azerbeidzjan, Turkmenistan, Oezbekistan, Tadzjikistan, Kirgizië, Griekenland, Turkije, Irak, Iran, Cyprus, Afghanistan, Pakistan, Jordanië, Libanon, Syrië, Israël, Mongolië, Egypte, China, Spanje, Portugal, Gibraltar, Italië, Marokko, Algerije en Tunesië |
| Hierophis                                    | 3              | Fitzinger, 1834                                                          | Europa en het Midden-Oosten; Italië, Kroatië, Slovenië, Spanje, Zwitserland, Malta, Herzegovina, Montenegro, Irak, Iran, Albanië en Griekenland |
| Koningsslangen (Lampropeltis)                | 24             | Fitzinger, 1843                                                          | Noord-, Midden- en Zuid-Amerika. Noord-, Midden- en Zuid-Amerika; Verenigde Staten, Mexico, Canada, Belize, Colombia, Costa Rica, El Salvador, Guatemala, Honduras, Nicaragua, Panama en Venezuela |
| Leptodrymus                                  | 1              | Cope,1874                                                                | Midden-Amerika; Guatemala, El Salvador, Nicaragua, Honduras en Costa Rica |
| Draadslangen (Leptophis)                     | 11             | Bell, 1825                                                               | Midden- en Zuid-Amerika; Mexico, Guatemala, Honduras, Belize, Nicaragua, Costa Rica, Panama, Colombia, Venezuela, Trinidad, Tobago, Frans-Guyana, Guyana, Suriname, Brazilië, Ecuador, Bolivia, Paraguay, Uruguay, Peru, Argentinië, El Salvador |
| Liopeltis                                    | 7              | Fitzinger, 1843                                                          | Azië; Indonesië, Brunei, Maleisië, Cambodja, Filipijnen, Singapore, Thailand, Vietnam, India, Myanmar, Laos, China, Tibet en Nepal |
| Wolfstandslangen (Lycodon)                   | 72             | Fitzinger, 1826                                                          | Australië en Azië; Afghanistan, Australië, Bangladesh, Bhutan, Cambodja, China, Filipijnen, Hongkong, India, Indonesië, Iran, Japan, Laos, Maleisië, Myanmar, Nepal, Nieuw-Guinea, Oezbekistan, Oost-Timor, Pakistan, Rusland, Singapore, Sri Lanka, Tadzjikistan, Thailand, Tibet, Turkmenistan en Vietnam |
| Lytorhynchus                                 | 6              | Peters, 1862                                                             | Azië, het Midden-Oosten en noordelijk Afrika; Mauritanië, Marokko, Algerije, Tunesië, Libië, Egypte, Niger, Israël, Jordanië, Syrië, Irak, Saoedi-Arabië, Oman, Iran, Verenigde Arabische Emiraten, Koeweit, Oman, Pakistan, Afghanistan, Iran, India, Turkmenistan, Oezbekistan en Afghanistan |
| Macroprotodon                                | 4              | Guichenot, 1850                                                          | Afrika, het Midden-Oosten en uiterst zuidwestelijk Europa; Spanje, Portugal, Italië, Marokko, Algerije, Tunesië, Libië, Egypte, Israël, Gibraltar, Balearen |
| Masticophis                                  | 11             | Baird & Girard, 1853                                                     | Noord- en Midden-Amerika; Verenigde Staten Mexico, Belize, Guatemala, Honduras, El Salvador, Nicaragua, Costa Rica, Panama, Colombia en Venezuela |
| Mastigodryas                                 | 13             | Amaral, 1935                                                             | Midden- en Zuid-Amerika; Colombia, Venezuela, Bolivia, Brazilië, Trinidad, Frans-Guyana, Guyana, Peru, Nicaragua, Honduras, Panama, Costa Rica, Mexico, El Salvador, Guatemala, Ecuador en Belize |
| Meizodon                                     | 5              | Waldheim, 1856                                                           | Afrika; Mali, Centraal-Afrikaanse Republiek, Ivoorkust, Kameroen, Senegal, Gambia, Guinee, Burkina Faso, Togo, Benin, Tsjaad, Niger, Congo-Kinshasa, Nigeria, Ethiopië, Somalië, Sierra Leone, Liberia, Zuid-Afrika, Soedan, Zimbabwe, Mozambique, Tanzania, Swaziland, Botswana, Zambia en Oeganda |
| Mopanveldophis                               | 1              | Broadley & Schätti, 2000                                                 | Afrika; Namibië en Angola |
| Muhtarophis                                  | 1              | Avcı, Ilgaz, Rajabizadeh, Yılmaz, Üzüm, Adriaens, Kumlutaş & Olgun, 2015 | Azië; Turkije |
| Oligodon                                     | 79             | Fitzinger, 1826                                                          | Azië; Afghanistan, Bangladesh, Bhutan, Cambodja, China, Filipijnen, India, Indonesië, Iran, Laos, Maleisië, Myanmar, Nepal, Pakistan, Sri Lanka, Thailand, Turkmenistan en Vietnam |
| Oocatochus                                   | 1              | Cantor, 1842                                                             | Azië; China, Korea, Rusland en Taiwan |
| Grasslangen (Opheodrys)                      | 2              | Fitzinger, 1843                                                          | Noord-Amerika; Canada, de Verenigde Staten en Mexico |
| Oreocryptophis                               | 1              | Cantor, 1839                                                             | Azië; India, Bhutan, Myanmar, Thailand, Laos, Tibet, Nepal, China, Taiwan, Maleisië, Singapore, Indonesië, mogelijk komt de slang ook voor in Cambodja en Vietnam |
| Orientocoluber                               | 1              | Peters, 1866                                                             | Europa en Azië; Kazachstan, Rusland, Mongolië, China, Noord-Korea en Zuid-Korea |
| Spitsneusslangen (Oxybelis)                  | 4              | Wagler, 1830                                                             | Noord-Amerika, Midden-Amerika, Zuid-Amerika; Belize, Bolivia, Brazilië, Colombia, Costa Rica, Ecuador, El Salvador, Frans-Guyana, Guatemala, Guyana, Honduras, Mexico, Nicaragua, Panama, Peru, Suriname, Trinidad en Tobago, Venezuela en de Verenigde Staten |
| Palusophis                                   | 1              | Raddi, 1820                                                              | Zuid-Amerika; Colombia, Venezuela, Frans-Guyana, Brazilië, Bolivia, Paraguay, Argentinië en Peru |
| Pantherophis                                 | 9              | Fitzinger, 1843                                                          | Noord-Amerika; Canada, de Verenigde Staten en Mexico |
| Philothamnus                                 | 21             | Smith, 1840                                                              | Afrika; Guinee-Bissau, Kenia, Tanzania, Centraal-Afrikaanse Republiek, Oeganda, Congo-Kinshasa, Congo-Brazzaville, Gabon, Togo, Liberia, Ivoorkust, Ghana, Nigeria, Angola, Equatoriaal-Guinea, Rwanda, Burundi, Sierra Leone, Soedan, Kameroen, Benin, Zambia, Guinee, Malawi, Zuid-Afrika, Swaziland, Botswana, Namibië, Ethiopië, Tsjaad, Mali, Senegal, Burkina Faso, Zanzibar, Gambia, Mozambique en Eritrea                                                                                            |
| Phrynonax                                    | 3              | Cope, 1862                                                               | Midden- en Zuid-Amerika; Mexico, Guatemala, Honduras, Brazilië, Venezuela, Ecuador, Belize, Nicaragua, Costa Rica, Panama, Colombia, Peru, mogelijk in El Salvador |
| Amerikaanse bladneusslangen (Phyllorhynchus) | 2              | Stejneger, 1890                                                          | Noord-Amerika; Mexico en de Verenigde Staten |
| Stierslangen (Pituophis)                     | 7              | Holbrook, 1842                                                           | Noord- en Midden-Amerika; Canada, Mexico, Guatemala en de Verenigde Staten |
| Platyceps                                    | 25             | Blyth, 1860                                                              | Europa, Azië, noordelijk en centraal Afrika en het Arabisch Schiereiland |
| Pseudelaphe                                  | 2              | Mertens & Rosenberg, 1943                                                | Midden-Amerika; Mexico, Belize, Guatemala, Honduras en Nicaragua |
| Pseudoficimia                                | 1              | Cope, 1864                                                               | Noord-Amerika; Mexico |
| Aziatische rattenslangen (Ptyas)             | 13             | Fitzinger, 1843                                                          | Azië en het Midden-Oosten; Myanmar, Filipijnen, Cambodja, China, India, Bangladesh, Bhutan, Indonesië, Laos, Taiwan, Thailand, Vietnam, Maleisië, Singapore, Brunei, Japan, Maleisië, Afghanistan, Iran en Nepal |
| Rhamnophis                                   | 2              | Günther, 1862                                                            | Afrika; Congo-Kinshasa, Congo-Brazzaville, Centraal-Afrikaanse Republiek, Kenia, Oeganda, Senegal, Sierra Leone, Liberia, Ivoorkust, Guinee, Ghana, Togo, Nigeria, Gabon, Kameroen en Equatoriaal-Guinea |
| Rhinobothryum                                | 2              | Wagler, 1830                                                             | Midden- en Zuid-Amerika; Honduras, Nicaragua, Costa Rica, Panama, Colombia, Ecuador, Venezuela, Brazilië, Frans-Guyana, Guyana, Bolivia en Peru |
| Rhinocheilus                                 | 3              | Baird & Girard, 1853                                                     | Noord-Amerika; Verenigde Staten en Mexico |
| Rhynchocalamus                               | 5              | Günther, 1864                                                            | Arabisch Schiereiland; Turkije, Syrië, Israël, Jordanië, Egypte, Iran, Irak, Saoedi-Arabië, Rusland, Armenië, Azerbeidzjan, Jemen en Oman |
| Pleisterneusslangen (Salvadora)              | 8              | Baird & Girard, 1853                                                     | Noord-Amerika; Verenigde Staten en Mexico |
| Scaphiophis                                  | 2              | Peters, 1870                                                             | Afrika; Oeganda, Kenia, Tanzania, Zambia, Soedan, Rwanda, Burundi, Congo-Kinshasa, Congo-Brazzaville, Angola, Centraal-Afrikaanse Republiek, Kameroen, Nigeria, Togo, Benin, Ghana, Ivoorkust, Guinee, Ethiopië, Soedan en Eritrea |
| Scolecophis                                  | 1              | Schlegel, 1884                                                           | Midden-Amerika; Costa Rica, El Salvador, Guatemala, Honduras, Nicaragua |
| Senticolis                                   | 1              | Cope1866                                                                 | Noord-Amerika en Midden-Amerika; Verenigde Staten (in de staten Arizona en New Mexico), Mexico, Guatemala, Belize, Honduras, El Salvador, Nicaragua en Costa Rica |
| Simophis                                     | 1              | Hermann Schlegel, 1837                                                   | Zuid-Amerika; Brazilië en Paraguay |
| Sonora                                       | 13             | Baird & Girard, 1853                                                     | Noord-Amerika; Verenigde Staten en Mexico |
| Spalerosophis                                | 6              | Jan, 1865                                                                | Azië, Afrika en het Midden-Oosten; Irak, Iran, Afghanistan, Pakistan, India, Rusland, Turkmenistan, Kazachstan, Tadzjikistan, Oezbekistan, Kirgizië, Marokko, Algerije, Tunesië, Libië, Egypte, Israël, Jordanië, Syrië, Mauritanië, Mali, Niger, Soedan, Turkije, Oman, Verenigde Arabische Emiraten, Koeweit, Saoedi-Arabië, Westelijke Sahara, Somalië |
| Spilotes                                     | 2              | Wagler, 1830                                                             | Zuid- en Midden-Amerika; Mexico, Belize, Guatemala, El Salvador, Honduras, Nicaragua, Costa Rica, Panama, Trinidad, Tobago, Colombia, Venezuela, Brazilië, Ecuador, Peru, Argentinië, Bolivia, Guyana, Suriname, Frans-Guyana en Paraguay |
| Stegonotus                                   | 22             | Duméril, Bibron & Duméril, 1854                                          | Australië en Azië; Maleisië, Indonesië en Papoea-Nieuw-Guinea |
| Stenorrhina                                  | 2              | Duméril, 1853                                                            | Midden- en Zuid-Amerika; Mexico, Guatemala, Honduras, Nicaragua, Costa Rica, Panama, Colombia, Venezuela, Ecuador, El Salvador, Peru, mogelijk in Belize |
| Stichophanes                                 | 1              | Yuan, 1983                                                               | Azië; China |
| Symphimus                                    | 2              | Cope, 1870                                                               | Midden-Amerika; Mexico, Guatemala en Belize |
| Sympholis                                    | 1              | Cope, 1861                                                               | Noord-Amerika; Mexico |
| Tantilla                                     | 66             | Baird & Girard, 1853                                                     | Noord-, Midden- en Zuid-Amerika; Panama, Trinidad en Tobago, Colombia, Venezuela, Brazilië, Argentinië, Bolivia, Uruguay, Guyana, Suriname, Frans-Guyana, Ecuador, Peru, Paraguay, Honduras, Belize, Verenigde Staten, Mexico, Nicaragua, Costa Rica, Guatemala en El Salvador |
| Tantillita                                   | 3              | Smith, 1941                                                              | Midden-Amerika; Mexico en Guatemala |
| Telescopus                                   | 14             | Wagler, 1830                                                             | Afrika, het Midden-Oosten tot in Azië |
| Thelotornis                                  | 4              | Smith, 1849                                                              | Afrika; Somalië, Kenia, Zambia, Tanzania, Oeganda, Congo-Kinshasa, Congo-Brazzaville, Angola, Gabon, Equatoriaal-Guinea, Nigeria, Kameroen, Togo, Benin, Ghana, Ivoorkust, Liberia, Sierra Leone, Guinee, Guinee-Bissau, Centraal-Afrikaanse Republiek, Namibië, Botswana, Zuid-Afrika, Swaziland, Zimbabwe, Mozambique en Malawi |
| Thrasops                                     | 4              | Hallowell, 1940                                                          | Afrika; Tanzania, Kenia, Oeganda, Rwanda, Burundi, Congo-Kinshasa, Congo-Brazzaville, Angola, Zambia, Kameroen, Gabon, Guinee, Soedan, Ivoorkust, Ghana, Togo, Senegal, Sierra Leone, Liberia, Nigeria en de Centraal-Afrikaanse Republiek |
| Toxicodryas                                  | 2              | Hallowell, 1857                                                          | Afrika; Kenia, Oeganda, Soedan, Angola, Gabon, Kameroen, Equatoriaal-Guinea, Centraal-Afrikaanse Republiek, Nigeria, Senegal, Guinee-Bissau, Gambia, Benin, Togo, Ghana, Ivoorkust, Liberia, Sierra Leone, Guinee, Congo-Kinshasa, Congo-Brazzaville en Zambia |
| Trimorphodon                                 | 7              | Cope, 1861                                                               | Noord- en Midden-Amerika; Nicaragua, Honduras, Guatemala, El Salvador, Costa Rica, Mexico, Verenigde Staten |
| Wallaceophis                                 | 1              | Mirza, Vyas, Patel, Maheta & Sanap, 2016                                 | Azië; India |
| Xenelaphis                                   | 2              | Günther, 1864                                                            | Azië; Indonesië, Maleisië, Singapore, Thailand en Vietnam, mogelijk in Myanmar |
| Xyelodontophis                               | 1              | Boadley & Wallach, 2002                                                  | Afrika; Tanzania |
| Zamenis                                      | 6              | Wagler, 1830                                                             | Europa en het Midden-Oosten; Spanje, Frankrijk, Italië, Zwitserland, Duitsland, Polen, Oostenrijk, Tsjechië, Slowakije, Polen, Hongarije, Roemenië, Bulgarije, Turkije, Griekenland, Kroatië, Slovenië, Bosnië, Herzegovina, Montenegro, Macedonië, Servië, Albanië, Georgië, Iran, Moldavië, Rusland, Oekraïne, Azerbeidzjan, Portugal, Gibraltar, Cyprus, Israël, Libanon, Irak en Malta |